# Sulakyurt
Sulakyurt ist eine Stadt und ein Landkreis der türkischen Provinz Kırıkkale.

## Stadt
Die Stadt liegt etwa 40 Kilometer Luftlinie nordöstlich der Provinzhauptstadt Kırıkkale (54 Straßenkilometer). Die Stadt ist über Landstraßen mit Balışeyh im Süden und Kızılırmak im Norden verbunden. Die Kreisstadt beheimatet ungefähr ein Drittel der Kreisbevölkerung und wird in sieben Mahalle (Stadtviertel) mit einer Durchschnittsbevölkerung von 302 Einwohnern geteilt. Der Ort erhielt 1956 den Status einer Belediye, ersichtlich auch im Stadtlogo.

## Landkreis
Der Landkreis liegt im Norden der Provinz. Er grenzt im Südosten an den Landkreis Delice, im Süden an Balışeyh, im Südosten an den zentralen Landkreis sowie im Westen an die Provinz Ankara und im Norden an die Provinz Çankırı. Der Kreis liegt im Gebirge Karagüney Dağı, westlich des Hauptortes liegt der 1.255 Meter hohe Yığlıtaşbeli Tepesi. Im Nordwesten und Norden bildet der Fluss Kızılırmak die Grenze.
Durch das Gesetz Nr. 7033 entstand 1960 der Kreis aus der Nahiye Konur (27 Dörfer und der Verwaltungssitz Sulakyurt; VZ 1955: 14.128 Einw.) im Kreis (Kaza) Kalecik der Provinz Ankara. Die nachfolgende Volkszählung brachte 1960 für den neuen Kreis eine Einwohnerzahl von 15.656, wovon 1.690 Einw. auf die Kreisstadt entfielen.
Ende 2020 besteht der Kreis neben der Kreisstadt (Merkez) aus 26 Dörfern mit einer Durchschnittsbevölkerung von 169 Einwohnern. Neun Dörfer haben mehr Einwohner als dieser Durchschnitt, elf weniger als 100 Einwohner. Das größte Dorf ist Hamzali mit 502 Einwohnern. Sulakyurt hat vor Delice die zweitniedrigste Bevölkerungsdichte aller neun Kreise der Provinz. Die Belediyes Güzelyurt und Hamzalı verloren diesen Status und wurden 2013 zu Dörfern zurückgestuft.

## Bevölkerung

### Ergebnisse der Bevölkerungsfortschreibung
Die nachfolgende Tabelle zeigt den vergleichenden Bevölkerungsstand am Jahresende für die Provinz Kırıkkale, den Landkreis und die Stadt Sulakyurt sowie deren jeweiligen Anteil an der übergeordneten Verwaltungsebene. Die Zahlen basieren auf dem 2007 eingeführten adressbasierten Einwohnerregister (ADNKS). Die letzten beiden Datenzeilen entstammen Volkszählungsergebnissen.

| Jahr | Provinz | Landkreis | Landkreis | Stadt | Stadt |
| Jahr | abs.    | %         | abs.      | %     | abs.  |
| ---- | ------- | --------- | --------- | ----- | ----- |
| 2020 | 271.424 | 2,40      | 06.513    | 32,47 | 2.115 |
| 2019 | 275.618 | 2,52      | 06.953    | 34,55 | 2.402 |
| 2018 | 286.602 | 2,98      | 08.531    | 32,68 | 2.788 |
| 2017 | 278.749 | 2,33      | 06.504    | 37,44 | 2.435 |
| 2016 | 277.984 | 2,38      | 06.626    | 36,46 | 2.416 |
| 2015 | 270.271 | 2,47      | 06.685    | 36,20 | 2.420 |
| 2014 | 271.092 | 2,61      | 07.089    | 35,90 | 2.545 |
| 2013 | 274.658 | 2,83      | 07.773    | 31,09 | 2.417 |
| 2012 | 274.727 | 3,56      | 09.783    | 26,39 | 2.582 |
| 2011 | 274.992 | 2,88      | 07.927    | 32,29 | 2.560 |
| 2010 | 276.647 | 3,10      | 08.575    | 32,94 | 2.825 |
| 2009 | 280.834 | 3,70      | 10.383    | 24,74 | 2.569 |
| 2008 | 279.325 | 3,26      | 09.093    | 28,87 | 2.625 |
| 2007 | 280.234 | 3,36      | 09.427    | 29,37 | 2.769 |
| 2000 | 383.508 | 4,30      | 16.480    | 38,50 | 6.344 |
| 1997 | 357.544 | 4,88      | 17.449    | 34,15 | 5.958 |